# Parthische Währung

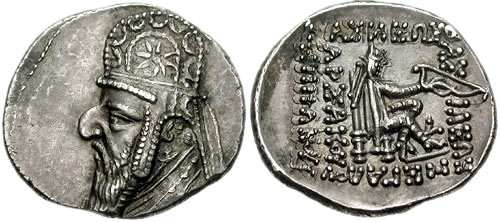
Münze von Mithridates II.

Die Parthische Währung ist eine der wichtigsten Quellen zur Geschichte und der Kultur des Partherreiches. Das parthische Münzsystem basierte auf dem attischen Münzfuß. Es wurde vor allem Tetradrachmen und Drachmen, aber auch andere  Silber- sowie Bronzemünzen geprägt.
Auf den Aversen erscheint in der Regel ein Bild des parthischen Königs im Profil, seltener auch in Vorderansicht. Bis Mithridates II. (ca. 124/23–88/87 v. Chr.) zeigt es porträthafte Züge, wird dann aber immer mehr stilisiert. Seit dieser Zeit kommen verschiedene Kronen auf, an denen sich die Herrscher unterscheiden lassen. Diese Kronen sind jedoch nicht so individuell gestaltet wie auf den sassanidischen Münzen. Auf den Reversen findet sich meist das Bild eines Bogenschützen sowie auf den Tetradrachmen Jahresangaben nach der Seleukidischen Ära sowie Monogramme der Prägeorte. Insgesamt zeigt das Revers wenig Abwechselung, was im Gegensatz zu den zeitgleichen Prägungen des römischen Reiches steht. Dies hat das parthische Münzwesen jedoch mit fast allen der hellenistischen Welt gemein.

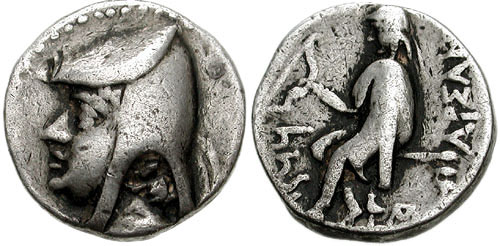
Münze von Arsakes I.

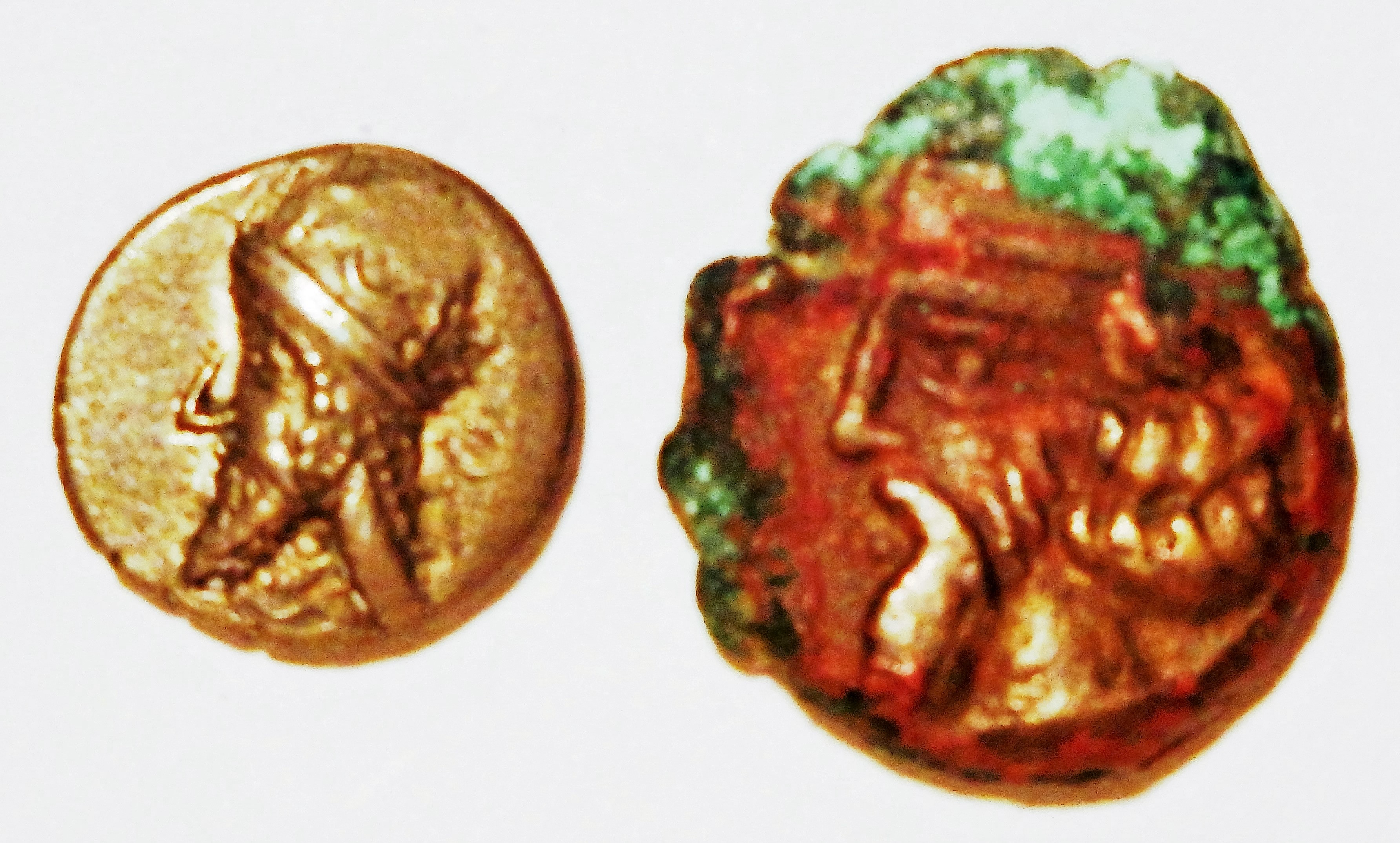
Parthische Kleinmünzen: Hemidrachme (links), Bronzemünze (rechts, am Rand korrodiert)

Als die Parther in das Seleukidenreich eindrangen, fanden sie ein voll entwickeltes Münzwesen vor und waren sicherlich schon früh mit der Aufgabe konfrontiert ein eigenes Geldwesen zu schaffen, um eine funktionierende Wirtschaft zu gewährleisten. Unsicher ist jedoch, wann die Parther mit eigenständigen Münzprägungen begannen. Mit Sicherheit prägte Mithridates I. Münzen. Er gilt auch als eigentliches Gründer des parthischen Reiches und konnte große Teile des seleukidischen Reiches erobern. Wichtige Münzstätten, wie Ekbatana, Seleukia und Susa, sind unter ihm erobert worden. Es gibt einige Münzen, die vielleicht Arsakes I. und Arsakes II. zuzuweisen sind, jedoch keine Legenden tragen. Ihr Prägeort ist unbekannt, doch wird Nisa vermutet.
Mit der Konsolidierung des Partherreiches unter Mithridates II. (ca. 124/23–88/87 v. Chr.) war das parthische Münzsystem voll entwickelt. Die Münzstätten standen unter staatlicher Kontrolle, wobei es verschiedene Münzstätten gab, die nicht einheitlich arbeiteten. Daneben prägten einige lokale Dynastien, wie die Charakene, Elymais und in Persis, eigene Münzen. Auch die griechischen Städte Seleukia und Susa brachten eigene Städteemissionen heraus. Seit der Mitte des ersten Jahrhunderts vor Christus wurden parthische Münzen im Nordostiran mit einer Kontermarke versehen. Wahrscheinlich wurden parthische Münzen lokal benutzt, während die Kontermarken eine gewisse Unabhängigkeit lokaler Fürsten signalisieren. In der Margiane werden nun auch eigene Münzen geprägt. Hier sind vor allem die Emissionen von Sanabares zu nennen, die meist aus reinem Kupfer bestehen.
Seit der Mitte des ersten Jahrhunderts vor Christus ist eine Verschlechterung im Silbergehalt der Prägungen in der Charakene und Elymais zu beobachten, womit deren Prägungen lokalen Charakter erhielten, während Verschlechterungen im Silbergehalt der Reichsprägungen erst später zu beobachten sind. Insgesamt führte die Entwicklung dazu, dass die verschiedenen parthischen Prägungen nur noch lokal benutzt wurden. Der Fund parthischer Münzen in einem Münzhort aus Iberien stellt sicherlich eine Ausnahme dar.